# Автуринская соборная мечеть
Автуринская соборная мечеть имени Бамат-Гирей-Хаджи Митаева — главная мечеть в селении Автуры Шалинского района, Чеченской Республики. Расположена в центральной части Автуров. В мечети одновременно могут молиться до 5000 верующих.

## История
По состоянию на 1883 год в селе Автуры насчитывалось 13 мечетей, главная джума-мечеть и 12 квартальных.
Бамат-Гирей-хаджи Митаев (1838—1914 гг.) чеченский проповедник, известный в народе, как (чеч.1овда устаз) — основатель одного из вирдов Чечни, последователь зачинателя кадирийского движения в Чечне Кунта-Хаджи Кишиева. Бамат-хаджи Митаев отец видного политического деятеля Чечни начала XX века Али-Митаева.
В октябре 2014 года в селе Автуры при участии Главы Чеченской Республики Р. А. Кадырова была заложена капсула под возведение центральной мечети. Строительные работы были начаты в день рождения Пророка Мухаммада.
22 декабря 2015 года состоялось торжественное открытие мечети.

## Архитектура
Архитектура мечети сочетает в себе два стиля — классический османский и византийский. В качестве основы архитектуры использована Голубая мечеть в Стамбуле.
Площадь самой мечети 1822 квадратных метра, здание из 2-х этажей. Высота религиозного здания вместе с куполом 22 метра. Высота 4 минаретов 45 метров, каждый минарет имеет по два балкона. Мечеть рассчитана на 5000 человек, разбит большой парк с дорожками, общая площадь комплекса вместе с облагороженной территорией площадью 2,5 гектаров.
Джума-мечеть представляет собой монолитное строение из железобетона, наружные и внутренние стены которого отделаны травертином — прочным камнем. Внутри мечети использовано искусство арабской каллиграфии. Купола и стены мечети расписаны аятами из священного Корана, искусно вплетенными мастерами в общий орнамент архитектурного стиля мечети.
Молитвенная ниша в стене мечети — михраб, изготовленная из белого мрамора, обращена в сторону Мекки, указывая верующим направление во время молитвы.
Ковровое покрытие мечети сочетает в себе традиционно чеченские цветовые оттенки с национальным орнаментом. Овальные своды мечети имени Шейха Бамат-Гирея Хаджи украшают тысячи изразцов. Каждый узор неповторим в своем исполнении и, несмотря на сложность исполнения, абсолютно симметричен. Под центральным куполом установлена 6-метровая люстра с напылением из золота, она украшена кристаллами Swarovski.
По улице где находится мечеть, расположен Зиярат шейха Бамат-Гирея-Хаджи Митаева.

## Галерея
- Мечеть имени Бамат-Гирей-Хаджи Митаева
- Купола мечети, вид изнутри
- Комната для омовения